# Novomoskovsk (Rusland)
Novomoskovsk (Russisch: Новомосковск) is een stad in de West-Russische Oblast Toela. De stad ligt bij de bron van de rivieren Don en de Sjat. Het vormt het bestuurlijk centrum van het gelijknamige gemeentelijke district Novomoskovski. De stad telde 134.081 inwoners bij de volkstelling van 2002.
De plaats werd pas in 1929 gesticht en een jaar later kreeg de plaats al de stadsstatus. Aanleiding van de stichting was vooral het opzetten van een mijngebied bij de stad waar bruinkool werd gewonnen. In de Tweede Wereldoorlog werd Novomoskovsk tijdelijk bezet door de Duitse Wehrmacht. Op 14 januari 1971 ontving de stad de communistische onderscheiding van de Orde van de Rode Vlag van de Arbeid.

## Naam
Voor 1934 heette de stad Bobriki (Бо́брики) en tussen 1934 en 1961 heette het Stalinogorsk (Сталиного́рск).

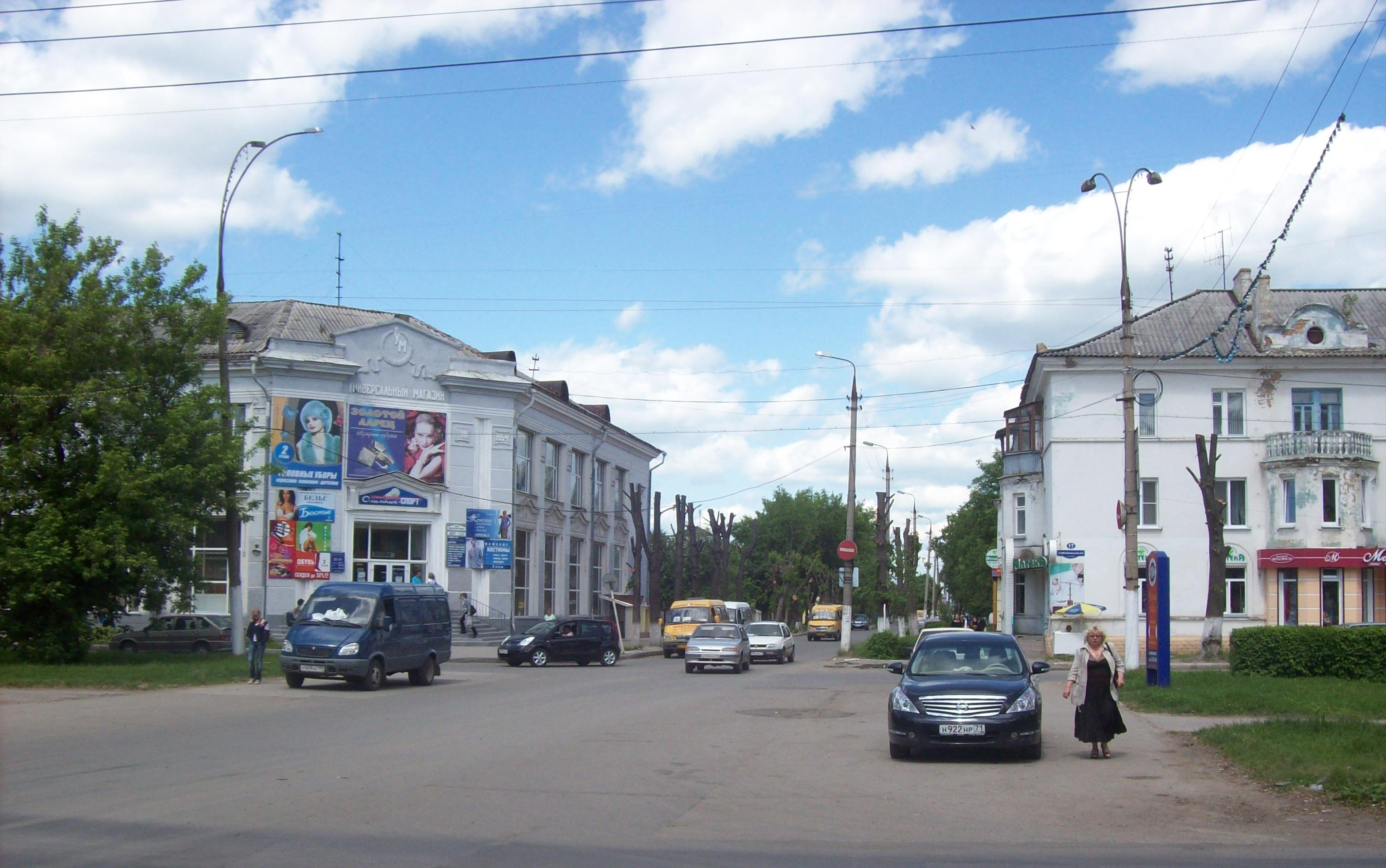
Straatbeeld op de kruising van de straten Berjozovaja en Komsomolskoj

Bestuurlijk centrum: Toela

Aleksin · Beljov · Benjov · Bogoroditsk · Bolochovo · Donskoj · Jasnogorsk · Jefremov · Kimovsk · Kirejevsk · Lipki · Novomoskovsk · Oezlovaja · Plavsk · Sjtsjokino · Soevorov · Sokolniki · Sovjetsk